# São Cristóvão de Selho
São Cristóvão de Selho es una freguesia portuguesa del concelho de Guimarães, con 2,26 km² de superficie y 2.569 habitantes (2001). Su densidad de población es de 1 136,7 hab/km².